# Tina Pisnik
Tina Pisnik (Maribor, 1981. február 19. –) szlovén teniszezőnő. 1999-ben kezdte profi pályafutását, egy egyéni és két páros WTA-torna győztese. Legjobb egyéni világranglista-helyezése huszonkilencedik volt, ezt 2004 januárjában érte el.

## Eredményei Grand Slam-tornákon

### Egyéniben
| Torna           | 2004   | 2003   | 2002   | 2001   | 2000   | 1999   |
| --------------- | ------ | ------ | ------ | ------ | ------ | ------ |
| Australian Open | 1. kör | 1. kör | 2. kör | 2. kör | 1. kör | -      |
| Roland Garros   | 1. kör | 3. kör | 2. kör | 1. kör | 1. kör | -      |
| Wimbledon       | 1. kör | 1. kör | 1. kör | 2. kör | 3. kör | -      |
| US Open         | 1. kör | 3. kör | 2. kör | 1. kör | 1. kör | 2. kör |

## Év végi világranglista-helyezései
| Év       | 1997 | 1998 | 1999 | 2000 | 2001 | 2002 | 2003 | 2004 | 2005 |
| Helyezés | 455. | 406. | 82.  | 76.  | 63.  | 48.  | 31.  | 130. | 498. |